# Poecilobothrus

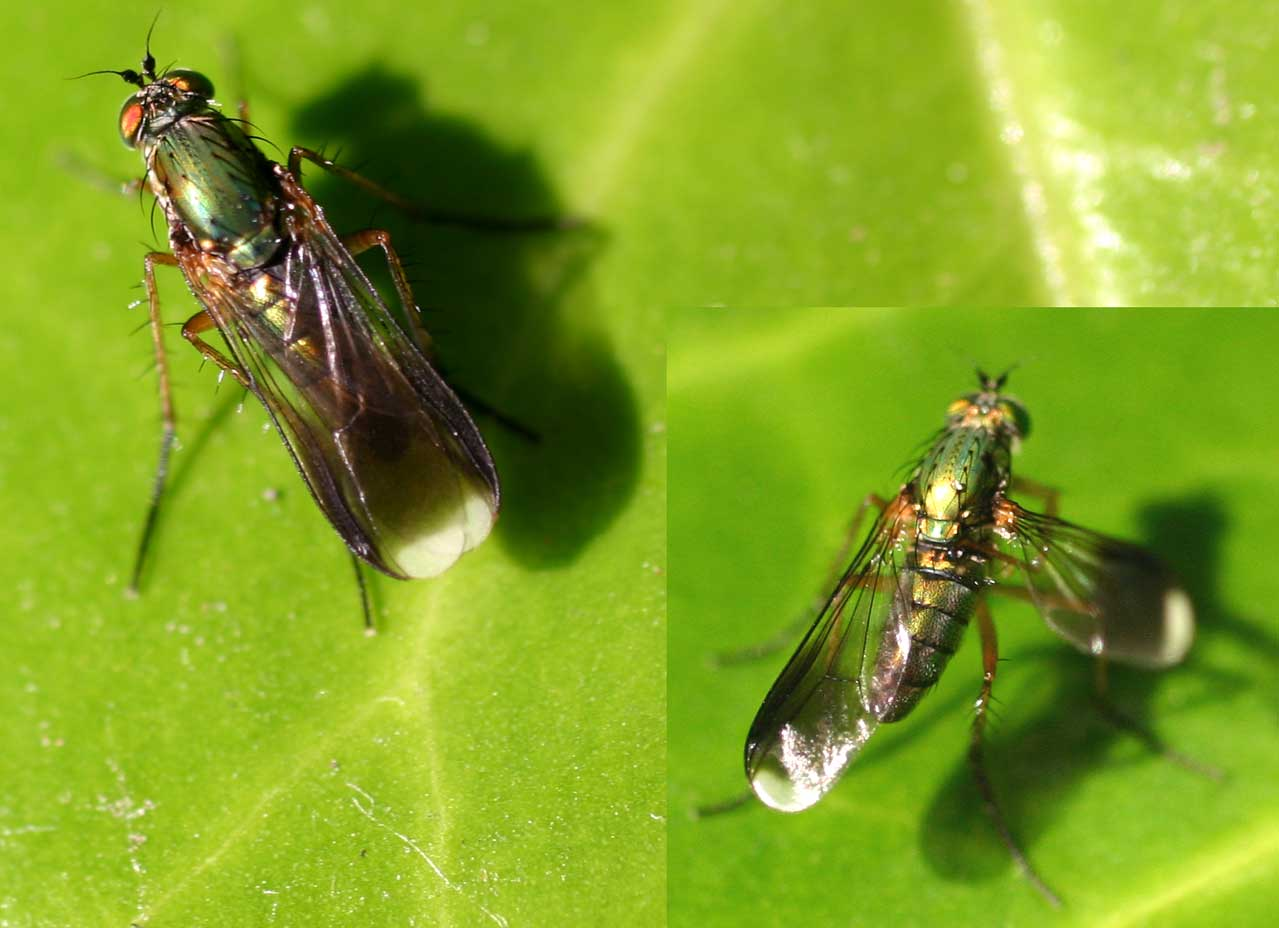
Poecilobothrus nobilitatus)

Poecilobothrus  (лат.) — род мух-зеленушек (Dolichopodidae), включает 21 палеарктический и 11 ориентальных видов.

## Описание
Мелкие мухи металлическо-блестящей окраски от зеленовато-голубой до зеленовато-бронзовой. Наличник по нижнему краю прямой и соприкасается с глазами.

## Систематика
Типовой вид (Dolichopus regalis Meigen, 1824) был установлен в 1878 году (Mik, 1878).
Одно время считался подродом рода Hercostomus Loew, 1857
. В 2005 году восстановлен в родовом статусе.

## Список видов
- Poecilobothrus aberrans (Loew, 1871)[9] (Pterostylus?)
- Poecilobothrus annulitarsis Kazerani, Pollet & Khaghaninia in Kazerani, Khaghaninia, Talebi, Persson & Pollet, 2017[10]
- Poecilobothrus appendiculatus (Loew, 1859)[11]
- Poecilobothrus armeniorum (Stackelberg, 1933)
- Poecilobothrus basilicus (Loew, 1869)[12]
- Poecilobothrus bigoti Mik, 1883[13]
- Poecilobothrus brunus (Wei, 1997)[14]
- Poecilobothrus caucasicus (Stackelberg, 1933)[15]
- Poecilobothrus chrysozygos (Wiedemann, 1817)
- Poecilobothrus clarus (Loew, 1871)[9]
- Poecilobothrus comitialis (Kowarz, 1867)
- Poecilobothrus cucullus (Wei, 1997)[14]
- Poecilobothrus cyaneculus (Wei, 1997)[14]
- Poecilobothrus ducalis (Loew, 1857)[16]
- Poecilobothrus flaveolus (Negrobov & Chalaya, 1987)[14]
- Poecilobothrus flavifemoratus Grichanov & Tonguc, 2010[14][15]
- Poecilobothrus innotabilis Kazerani, Pollet & Khaghaninia in Kazerani, Khaghaninia, Talebi, Persson & Pollet, 2017[10]
- Poecilobothrus lii (Yang, 1996)[14]
- Poecilobothrus longipilosus (Yang & Saigusa, 2001)[14][17]
- Poecilobothrus lorestanicus Grichanov & Ahmadi, 2016[18]
- Poecilobothrus luchunensis (Yang & Saigusa, 2001)[14][19]
- Poecilobothrus majesticus (Assis-Fonseca, 1976)[20]
- Poecilobothrus mentougouensis (Zhang, Yang & Grootaert, 2003)[14][21]
- Poecilobothrus nobilitatus (Linnaeus, 1767)
- †Poecilobothrus penicillatus Meunier, 1907
- Poecilobothrus palustris (Wei, 2006)
- Poecilobothrus potanini (Stackelberg, 1933)[14]
- Poecilobothrus principalis (Loew, 1907)[14]
- Poecilobothrus pterostichoides (Stackelberg, 1934)[14]
- Poecilobothrus regalis (Meigen, 1824)[4]
- Poecilobothrus saetosus Yang & Saigusa, 2002[14][22]
- Poecilobothrus singularis (Yang & Saigusa, 2001)[14][19]
- Poecilobothrus varicoloris (Becker, 1917)[15]
- Poecilobothrus zhejiangensis (Yang, 1997)[14]

Unrecognised species:
- Poecilobothrus fumipennis (Stannius, 1831)
- Poecilobothrus infuscatus (Stannius, 1831)

## Экология
Личинки, как и у большинства видов зеленушек, встречаются в почве, в песке рядом с водоёмами, могут быть хищниками или питаться падалью. Пищей хищным видам служат коллемболы, тли, черви.